# Édith Girard
Édith Girard (* 5. März 1949 in Soisy-sous-Montmorency als Édith Sylvie Gastine; † 6. September 2014 in Paris) war eine französische Architektin. Ihr Arbeitsfeld lag schwerpunktmäßig im Bereich des Wohnungsbaus und des sozialen Wohnungsbaus. Sie war für fast vierzig Jahre Professorin an der Ecole Nationale Supérieure de Paris-Belleville.

## Biografie
Girard machte 1974 ihren Abschluss an der l’Unité pédagogique N°8 (UP 8), heute l’Ecole Nationale Supérieure de Paris-Belleville (ENSA Paris-Belleville) und lehrte dort in den Jahren von 1976 bis 2014. Gemeinsam mit Henri Ciriani, Jean-Patrick Fortin und Claude Vié gründete sie 1977/78 in der ENSA die U.N.O., ein auf einem fünfjährigen Kurs basierendes Programm innerhalb des Fachbereiches. Es propagierte die Grundlagen der Moderne in der Architektur mit deutlichen Bezügen zum Bauhaus. Sie beteiligte sich an der Erneuerung der Architektur- und Stadtplanungslehre und schätzte die projektbasierte Lehrmethode. Die Studierenden sollten sich der menschlichen und sozialen Auswirkungen ihrer Entwürfe bewusst sein. Édith Girard wurde eingeladen, an verschiedenen Architekturschulen wie dem Berlage Institute (Rotterdam), University of Montreal und UQAM, University of Maryland, École Alaba (Beirut), Shibaura Institute of Tokyo oder der Pilot University in Bogotá zu dozieren. Sie lehrte zusammen mit Michel Corajoud und Alexander Chemetoff Landschaftsplanung.
Édith Girard, Patrick Germe, Olivier Girard, Laurent Israël und andere gründeten in ehemaligen Depots an der Quai de Loire im 19. Pariser Arrondissement 1978 ein Forscherkollektiv.
Girard war eine Pionierin der architektonischen Erneuerung in den frühen 1980er Jahren. Ihr Ziel war, eine menschliche Stadt zu entwickeln:

„L’émotion que provoquent l’espace et l’architecture n’est pas la même que celle proposée par les arts plastiques ou la musique. C’est plus intime, au sens où c’est l’émotion de l’habitant. Tout d’un coup on a le sentiment d’être bien au monde, bien dans une société, dans les rapports avec ceux avec qui on partage un lieu.“

„Die Emotionen, die Raum und Architektur hervorrufen, sind nicht die gleichen wie die der bildenden Kunst oder in der Musik. Sie sind intimer, da es um die Emotionen der Bewohner geht. Plötzlich haben wir das Gefühl, zu Hause zu sein in der Welt, in einer Gesellschaft, in Beziehungen mit denen, mit denen wir einen Ort teilen.“

Mit ihrem Mann Olivier Girard gründete sie 1977 ein Architekturbüro, das sich hauptsächlich auf den Wohnungsbau, insbesondere auf den Sozialwohnungsbau konzentrierte. In ihren Entwürfen betonte sie die Lichtführung und entwickelte einen besonderen Umgang mit Außenräumen. Ihre Architektur war streng, wurde aber als warm charakterisiert. In ihrer Wohnbebauung gibt es häufig eine Lücke oder eine Sichtöffnung, die den Blick von der Straße auf einen Innenhof zulässt. Diese Innenhöfe ermöglichen die Kommunikation zwischen den Bewohnern. Als politisch links stehende Frau setzte sich Édith Girard für eine geeinte und humane Organisation der Städte ein.
Girard entschied sich bewusst, alle Bauten vom Entwurf über die gesamte Planung selbst zu betreuen. So wickelte sie maximal zwei bis drei Aufträge gleichzeitig ab und hatte so die Möglichkeit, während des Bauablaufs Änderungen vorzunehmen.
Einfache Wohnbedingungen und komplizierte Grundstücke kennzeichnen ihre Bauvorhaben. Sie schaffte es, mit einem geringen Budget schlichte, aber dennoch komplexe Wohnungen zu erstellen. Ein Projekt mit 350 Wohnungen in Stains besteht aus vier Blöcken, die orthogonal durch zwei Straßen aufgeteilt werden. Konkave und konvexe, an der Kreuzung leicht versetzte Fassaden erwecken den Eindruck einer historisch gewachsenen Bebauung. Mit zwei kleinen Gebäuden mit im Stil von kubistischen Künstlerateliers der 1930er Jahre wird die Verbindung zur benachbarten Gartenstadt geschaffen. Die fensterlosen Treppenhäuser und die glatten weißen Wände sind modern. Dazu gibt es farbige Akzente in Anlehnung an Le Corbusier.
Ihre Gebäude befinden sich in Paris beispielsweise in der Rue de Flandre 135 (19. Arrondissement) oder in der Rue du Chevaleret 108 (13. Arrondissement). Sie arbeitete auch in der Umgebung von Paris und entwarf zusammen mit Michel Corajoud den Departementspark Sausset in Aulnay-sous-Bois. Viele Projekte wurden ausgezeichnet, darunter der Wohnkomplex am Canal de l’Ourcq im 19. Arrondissement von Paris, der ihr 1985 ebenso wie den Berufskollegen wie Renzo Piano und Alexandre Chemetoff eine lobende Erwähnung beim Prix de l’Équerre d’argent einbrachte. Beim letztgenannten Projekt ist die Integration in die umgebende Baustruktur sowie die Beziehung zum Kanal entscheidend. Alle Baukörper wurden um einen gemeinsamen, rechteckigen Innenhof angeordnet, der sich in seiner Entwurfsidee auf die Klosteranlage Sainte-Marie de la Tourette bezieht. Die strenge Fassade wird von Einzelvolumen aufgelockert, die sich aus der Innenraumgestaltung ergeben. An einer Ecke wird das Karée aufgebrochen. Damit erhalten viele Wohnungen einen Ausblick auf den Kanal und zu der Rotunde von Claude-Nicolas Ledoux.
Édith Girard nahm an Architekturwettbewerben teil, die in Paris während der Präsidentschaft von François Mitterrand ausgelobt wurden. Sie verfasste einen Wettbewerbsbeitrag für das Institut du monde arabe in Paris im Jahr 1981, die Cité de la musique im Parc de la Villette im Jahr 1984 sowie das Archäologische Zentrum in Glux-en-Glenne im Jahr 1991 (einer der vier ersten Plätze).
Zwischen 2010 und 2013 war sie Vertreterin im regionalen Architektenverband der Ile-de-France. Sie starb im September 2014 im Alter von 65 Jahren an Krebs.

## Ehrungen
Christine Albanel verlieh ihr am 5. September 2007 die Auszeichnung Chevalier dans l’ordre national de la Légion d’Honneur.
An ihrer Alma Mater fand zu ihrem Gedenken im Jahr 2016 eine Ausstellung über ihr Wirken statt.
Der Square Edith Girard, 31 Quai de la Loire, Paris 19e wurde nach ihr benannt. Er liegt am Ufer des Villette-Beckens und dient der Öffentlichkeit als Erholungsfläche mit Kinderspielgeräten, Tischtennisplatten, Pétanque- oder Mölkky-Plätzen sowie Picknicktischen. Der 1989 erbaute Platz liegt gegenüber einem Gebäude mit 111 Wohneinheiten, das von ihr entworfen wurde.
Im Jahr 2019 stand sie im Fokus der 5. Tage des Kulturerbes Île-de-France (5e journées du matrimoine en Ile-de-France).

## Werke

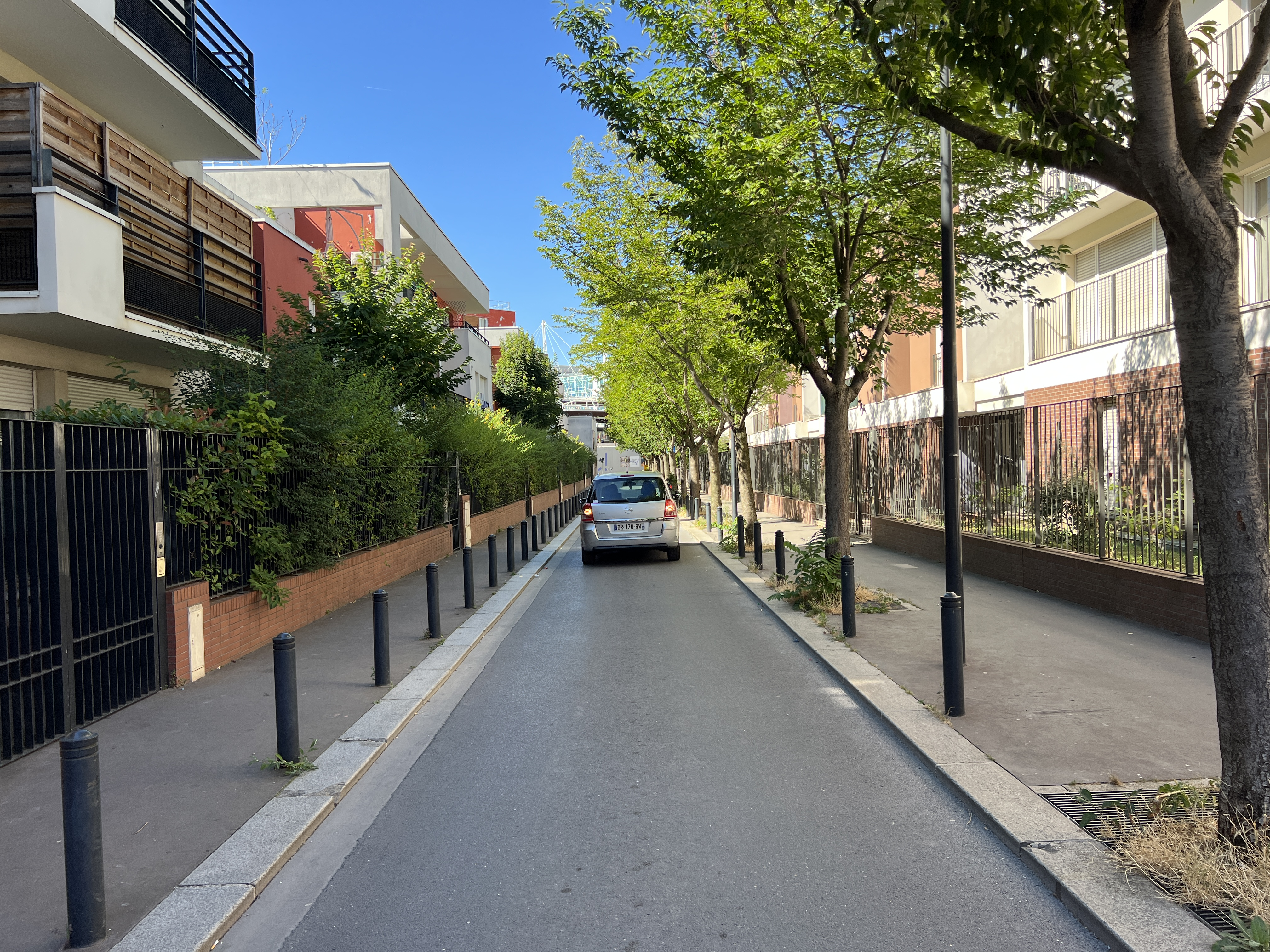
Links: Les Jardins d’Aragon, Rue Mumia Abu Jamal

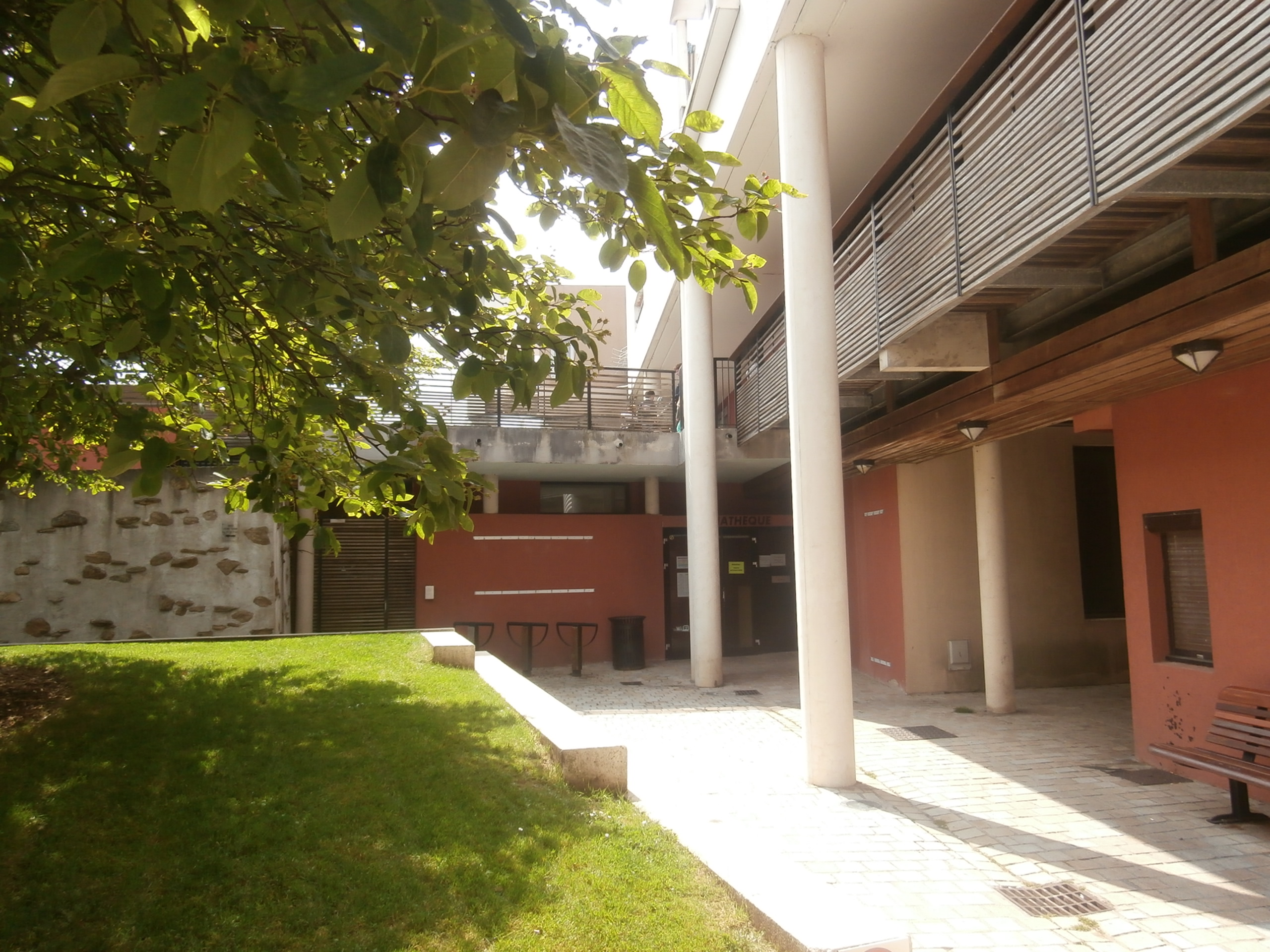
Bürgerzentrum, Bücherei Lambézellec, Brest

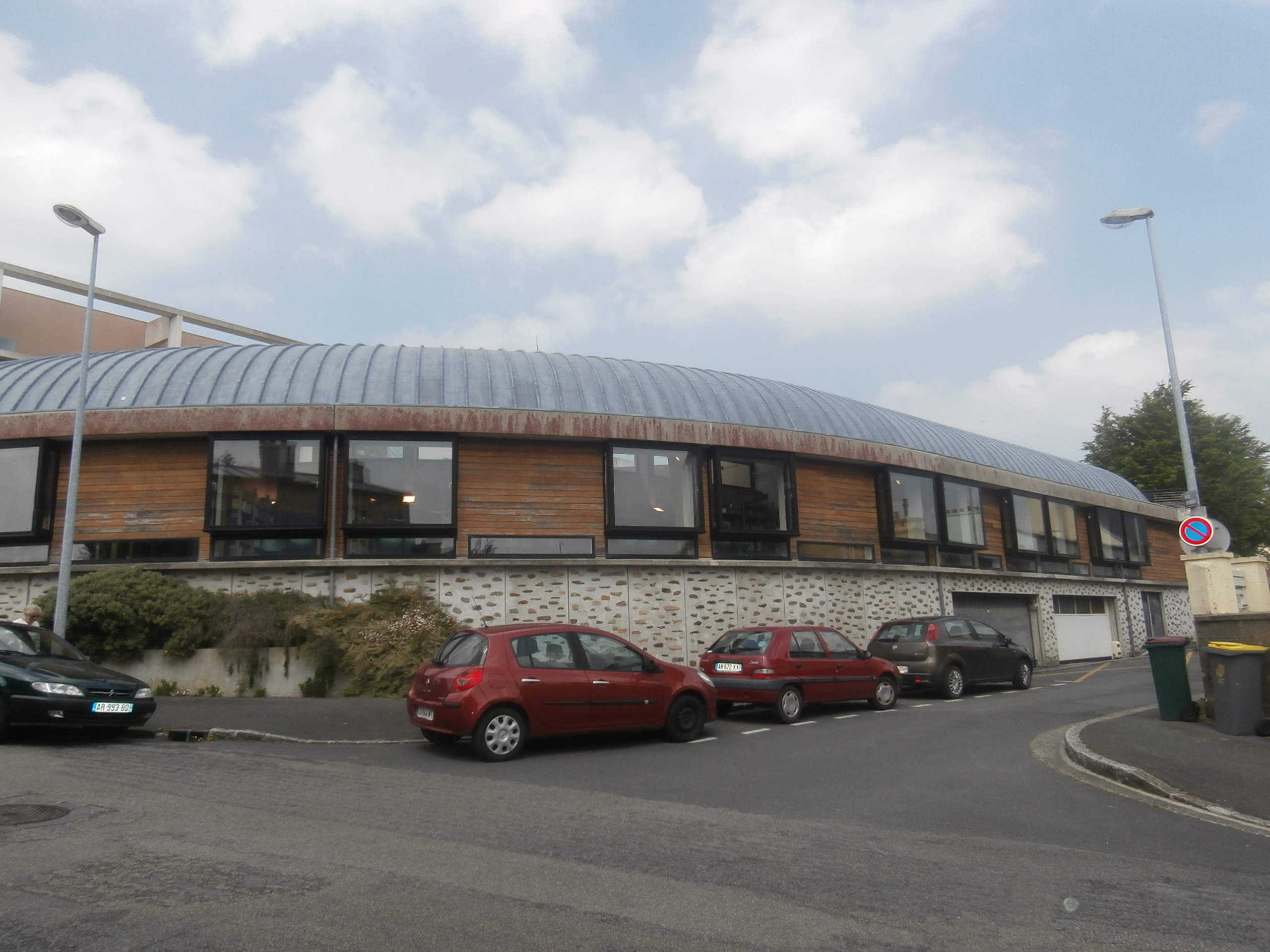
Bürgerzentrum, Bücherei Lambézellec, Brest (Blick aus der Rue Fresnel)

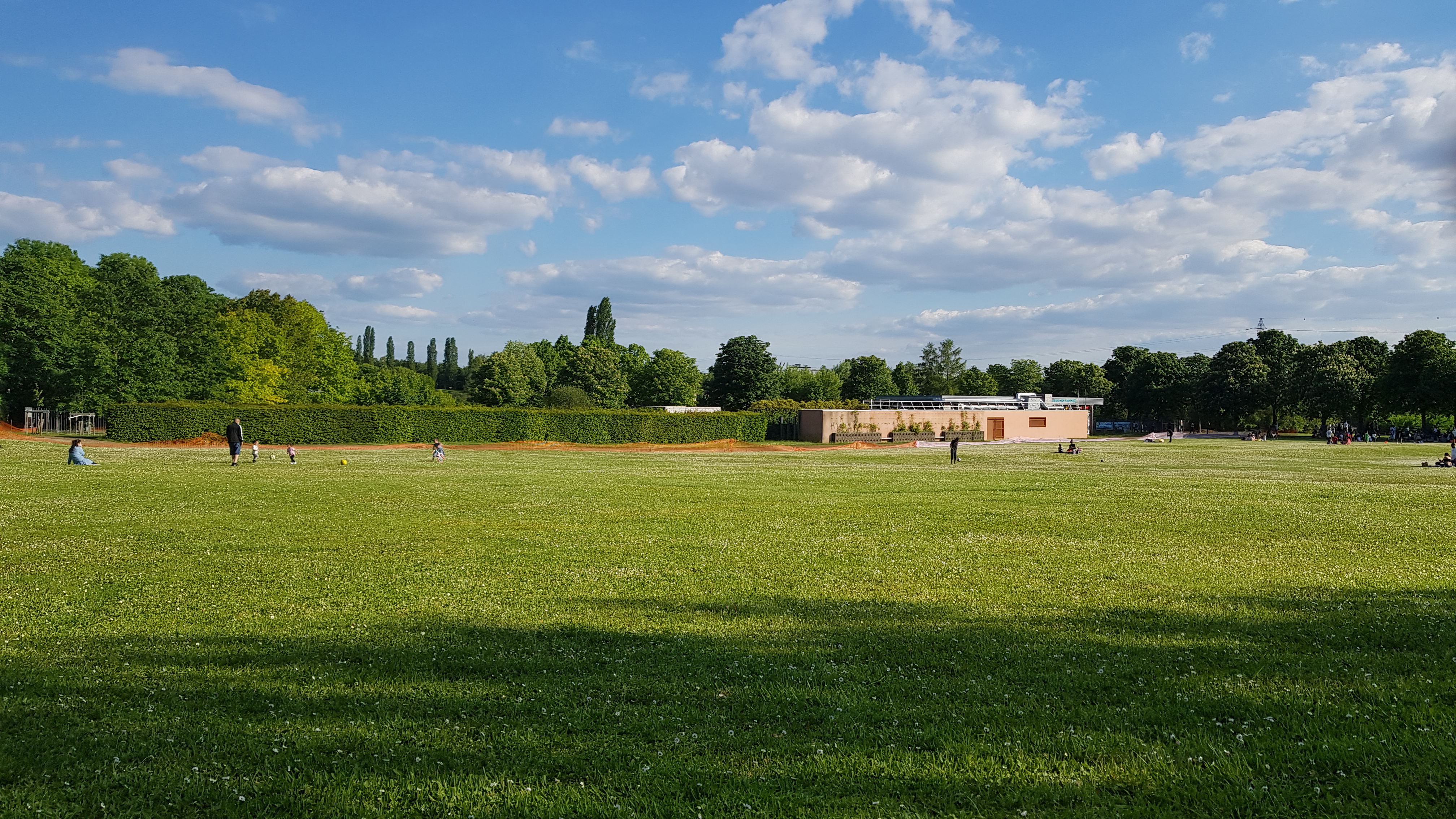
Sausset Park

- 2014 Seniorenwohnheim, Le Petit Jardin, 266-272 Rue Anatole France, Brest
- 2012 Wohnbebauung All Anatole France/Bd Emile Zola, Clichy-sous-Bois, Nord-est Région parisienne (mit Olivier Girard)
- 2010 Wohnbebauung, Les Terrasses du Quai, Quai de la Marne/Rue des Dockers, Saint Nicolas, Le Havre
- 2010 Wohnbebauung, 13 Rive Gauche, 9-13 Rue des Frigos, 9-13 Rue Primo Levi, 12-14 Rue René Goscinny, Quartier Masséna Nord, ZAC Paris Rive gauche, Paris 13e (mit Olivier Girard)
- 2010 Wohnbebauung, 16-16bis Rue du Rhin, Paris 19e (mit Olivier Girard)
- 2010 Wohnbebauung, 46 Av de la Résistance, Montreuil sous Bois, Nord-est Région parisienne (mit Olivier Girard)
- 2009 Wohnbebauung, Les Jardins Saint-Joseph, 242 Rue Jean Jaurès, Brest (mit D. Zozio)
- 2009 Wohnbebauung, Coeur Saint Martin, Rue Malakoff, Brest (mit M. Lacroix)
- 2007 Wohnbebauung, Rue de l’Espérance, Villejuif, Sud-est Région parisienne
- 2005 Wohnbebauung, Rue du Jardin Ecole, Rue Henri Schmitt, Bel Air, Montreuil sous Bois, Nord-est Région parisienne (mit Olivier Girard)
- 2005 Wohnbebauung, Les Jardins d’Aragon, 20-22 Rue Henri Rol-Tanguy, Rue Munia Abu-Jamal, ZAC Cristino Garcia, La plaine Saint Denis, Saint Denis, Nord-est Région parisienne (mit Olivier Girard)
- 2001 Wohnbebauung, Rue Descartes, Bagnolet, Nord-est Région parisienne (mit M. Corajoud, Landschaftsplanung)
- 2001 Künstlerateliers, Werkstätten, Reconversion Hangar, Saint-Ouen-sur-Seine, Nord-est Région parisienne
- 2000 Wohnbebauung, Bürosanierung, 114 Rue de Turenne, Paris 3e
- 2000 Wohnbebauung, Place du Marché, 139-157 Av. Paul Vaillant Couturier, 71 Av Guy Moquet, Vitry-sur-Seine, Sud-est Région parisienne
- 1997 Wohnbebauung, Parcelle 23, Dedemsvaartweg, Woningbouwfestival, Morgenstond, Escamp, La Haye The Hague, Niederlande
- 1996 Bürgerzentrum, Wohnbebauung, 25 Rue Robespierre, Rue Pierre Corre, Lambézellec, Brest[12]
- 1996 Eck-Wohnbebauung, Rue de la Réunion, 55-60 Rue des Vignoles, ZAC de la Réunion, Paris 20e[13]
- 1993 Eck-Wohnbebauung, 135 Rue de Flandre, 73 Rue de l’Ourcq, Paris 19e
- 1993 Sozialer Wohnungsbau, All Sonia Delaunay, Av des Hautes-Bruyères, Pl Pablo Picasso, ZAC des Hautes-Bruyères, Villejuif, Sud-est Région parisienne
- 1980–1992 Departementspark Sausset Park, P. Gangnet av Raoul Dufy, Rte Camille Pissarro, Aulnay-sous-Bois, Villepinte, Nord-est Région parisienne (mit M. Corajoud, J. Coulon Landschaftsplanung)
- 1980–1991 Sozialer Wohnungsbau, Av Louis Bordes, Ilot Carnot, Stains, Nord-est Région parisienne (mit B. Mouzas)[14]
- 1990 Wohnbebauung, Cité du Kérigonan, All de Kérigonan, Brest[15]
- 1990 Wohnbebauung, 108-118 Rue du Chevaleret, 1 Rue Maurice Et Louis De Broglie, 1-11 Rue Louise Weiss, Paris 13e
- 1989 Freizeitzentrum „Caisse des Dépôts“, Rue (Chemin) du 8 Mai 1945, Mandres-les-Roses, Sud-est Région parisienne, France (mit A. Chemetoff Landschaftsplanung)
- 1988 IT-Centrum, Trésorerie générale de l’Isère, Villeneuve, Grenoble (mit L. Israel)
- 1987 Eck-Wohnbebauung, Bd Louise Michel, Rue de l’Essonne, Evry-Courcouronnes, Évry, Villes nouvelles Région parisienne
- 1985 Sozialer Wohnungsbau, 64 Quai de Loire, 15 Rue Euryale Dehaynin, 11 Rue Pierre Reverdy, Paris 19e
- 1982 Zentrales Postamt Stains, Nord-est Région parisienne